# Amber Valletta
Amber Evangeline Valletta (Phoenix, 9 februari 1974) is een Amerikaans actrice en fotomodel van Portugese afkomst. Zij speelde onder meer Allegra Cole, de droomvrouw van Albert Brenneman (Kevin James) in de romantische komedie Hitch en Madison Elizabeth Frank, de verdwenen vrouw die centraal staat in de thriller What Lies Beneath.
Valletta trouwde in 1994 met het mannelijke model Hervé Le Bihan, maar scheidde twee jaar later van hem. In september 2003 hertrouwde ze met Christian McCaw, een voormalig volleyballer die voor de Verenigde Staten uitkwam op de Olympische Zomerspelen 2000. Hun eerste kind Auden McCaw werd in oktober 2000 geboren.

## Filmografie
*Exclusief televisiefilms
| - A Girl Walks Into A Bar (2011) - The Spy Next Door (2010) - Gamer (2009) - Days of Wrath (2008) - My Sexiest Year (2007) - Dead Silence (2007) - Premonition (2007) - The Last Time (2006) - Man About Town (2006) - Transporter 2 (2005) | - Hitch (2005) - Raising Helen (2004) - Duplex (2003) - Max Keeble's Big Move (2001) - Perfume (2001) - The Family Man (2000) - What Lies Beneath (2000) - Drop Back Ten (2000) |

- Biblioteca Nacional de España: XX1785390
- Bibliothèque nationale de France: cb150755942 (data)
- Gemeinsame Normdatei: 1075329159
- International Standard Name Identifier: 0000 0000 5943 7136
- Library of Congress Control Number: no2005081210
- Nationale Bibliotheek van Letland: 000341782
- MusicBrainz: 07bb10f3-d8d6-4e9f-bb7c-b44b2aaed804
- Nationale Bibliotheek van Polen: a0000001834579
- Système universitaire de documentation: 142760951
- Virtual International Authority File: 44592562
- WorldCat: E39PBJpPyfBkM4YmdFJ7t3RxjC